# Tivo Alto
Tivo Alto es una localidad del municipio de Larráinzar ubicado en la región de Los Altos del estado mexicano de Chiapas.

## Geografía
La localidad de Tivo Alto se sitúa en las coordenadas geográficas 16°54′19″N 92°44′45″O / 16.905278, -92.745833, a una elevación de 1,919 metros sobre el nivel del mar.

## Demografía
Según el Censo de Población y Vivienda 2020, efectuado por el Instituto Nacional de Estadística y Geografía, la localidad de Tivo Alto tiene 507 habitantes, de los cuales 247 son del sexo masculino y 260 del sexo femenino. Su tasa de fecundidad es de 3.11 hijos por mujer y tiene 87 viviendas particulares habitadas.
| Gráfica de evolución demográfica de Tivo Alto entre 1910 y 2020 |
|                                                                 |
| INEGI.                                                          |